# Haselund
Haselund (dänisch: Haselund oder Haslund, jütländisch: Haslinj) ist eine Gemeinde im Kreis Nordfriesland in Schleswig-Holstein. Brook (dän. Brok), Kollund, Norderkollundfeld, Osterkollundfeld, Neukrug (Nykro), Haselundfeld und Brookfeld liegen im Gemeindegebiet.

## Geografie

### Geografische Lage
Das Gemeindegebiet von Haselund erstreckt sich im Naturraum der Bredstedt-Husumer Geest südlich vom Bachlauf der Ostenau im Osten des Kreises Nordfriesland auf Höhenlagen bis zu . Das Gewässerbett der Haselunder Au bildet die südliche Gemeindegrenze ab. Sie mündet in die Eckstockau, die zur Arlau hin nach Süden entwässert.

### Nachbargemeinden
Direkt angrenzende Gemeindegebiete von Haselund sind:
|          | Löwenstedt                                  |          |
| Norstedt | Kompassrose, die auf Nachbargemeinden zeigt | Sollwitt |
|          | Viöl                                        |          |

## Geschichte
Um 8000 v. Chr. befand sich auf dem heutigen Gemeindegebiet eine „Siedlungsstelle“, von der einige kleine Geräte zeugen.
Der Ortsname Haselund ist erstmals 1352 schriftlich dokumentiert. Er bedeutet eingehegter Hain, eingehegtes Gehölz und geht auf dän. has für Einhegung, Zaun, Scheide und lund für Hain, Gehölz zurück. Der Ortsname Brook ist erstmals 1483 bezeugt. Der Name geht eventuell auf das niederdt. brook für einen Bruch zurück. Nicht ausgeschlossen ist auch eine Deutung nach altnord. bzw. altdän. brōk. Kollund ist erstmals 1483 bezeugt und bedeutet Dohlenhain, Dohlengehölz zurückgehend auf altdän. kā für Dohle. Ausgehend von der mundsprachlichen südjütländischen Form im Viöler Dänisch Kølinj ist auch eine Deutung für Gehölz, wo man schwere Stöcke holte zu dän. kølle für Keule möglich. 
Die drei Orte Brook, Haselund und Kollund waren vor dem Deutsch-Dänischen Krieg 1864 Teil des Kirchspiels Viöl (Fjolde) innerhalb der Nordergoesharde innerhalb des Herzogtums Schleswig. In der preußischen Zeit waren die Dorfschaften Teil der Kirchspielslandgemeinde Viöl im Kreis Husum. Diese wurde am 1. April 1934 aufgelöst. Etliche ihrer Dorfschaften, Dorfgemeinden und Bauerschaften wurden zu selbständigen Gemeinden/Landgemeinden, so auch Brook, Haselund und Kollund. Am 1. Dezember 1934 wurden die Gemeinden Brook, Haselund und Kollund zur neuen Gemeinde Haselund zusammengeschlossen.

## Politik

### Gemeindevertretung
Die Wahl zum Gemeinderat am 14. Mai 2023 wurden insgesamt 11 Sitze vergeben. Von diesen erhielten die WGE und die AADW vier Sitze und die AWH drei Sitze.

### Wappen
Blasonierung: „Von Grün und Gold durch einen in verwechselten Farben geteilten Schrägbalken geteilt. Oben ein goldener Rinderkopf, darunter eine goldene Kaffekanne, unten ein grüner Torfspaten.“

## Wirtschaft und Infrastruktur
Die Gemeinde ist überwiegend landwirtschaftlich geprägt. Die Milchwirtschaft nimmt in vielen Betrieben eine dominante Stellung ein. Außerdem befindet sich eine Reihe von Gewerbebetrieben im Gemeindegebiet.

### Bildung
Haselund verfügt über eine Grundschule, die auch von Kindern der Nachbargemeinde Löwenstedt besucht wird.

### Verkehr
Durch das Gemeindegebiet von Haselund führt die Bundesstraße 200 von Husum nach Flensburg. Am nordöstlichen Dorfeingang zweigt von ihr in nördlicher Richtung die Landesstraße L 281 nach Goldebek über Löwenstedt und Joldelund ab. Sie bilden das Rückgrat im Motorisierten Individualverkehr.
Der Öffentliche Personennahverkehr wird durch den Linienbusverkehr der Linie R150 (SchnellBus Flensburg–Husum) gewährleistet. Der Takt in Richtung Flensburg ist dichter als in Richtung Husum.
Der nächstgelegene Bahnanschluss befindet sich beim Bahnhof Husum an der Marschbahn. Hier werden sowohl die Nahverkehrszüge der Regionalexpressrelationen RE 6 und 74, die Regionalbahnlinie RB 64 im Nahverkehrsverbund Schleswig-Holstein, als auch der Fernverkehr der IC-Linien 26, 27 und 30 erreicht.